# SC Aktivist Brieske-Senftenberg
Der Sportclub Aktivist Brieske-Senftenberg war ein Sportclub des DDR-Sportsystems aus dem Senftenberger Ortsteil Brieske. Er bestand von 1954 bis 1963, sein Nachfolger war der SC Cottbus.

## Geschichte

Logo der Sportvereinigung Aktivist, der der SC Aktivist angehörte

Um eine gezielte Entwicklung des Hochleistungssports zu ermöglichen, kam es 1954/55 auf Beschluss des DTSB zur Gründung von Sportclubs (SC), deren Sektionen als Leistungsstützpunkt verschiedener Sportarten fungieren sollten. Der SC Aktivist Brieske-Senftenberg wurde im Oktober 1954 gegründet. Er war das Leistungszentrum der Sportvereinigung Aktivist, in der die Betriebssportgemeinschaften des Übertage-Bergbaus und der Grundstoffindustrie der DDR zusammengefasst waren. Diese Industriezweige waren im Lausitzer Braunkohlerevier konzentriert, was letztendlich den Ausschlag für die Ansiedlung des Sportclubs im Bezirk Cottbus, dem „Energiebezirk“, gegeben hat.
Der SC Aktivist gehörte zu den kleineren und eher mäßig erfolgreichen Sportclubs der DDR. Seine Sportler fuhren nur wenige DDR-Meisterschaften ein. Bei einer Umstrukturierung des Sportclubsystems Anfang der 1960er Jahre wurde beschlossen, dass ein Sportclub pro Bezirk genügt und er in der Bezirkshauptstadt anzusiedeln ist. Infolgedessen wurde am 19. April 1963 der SC Cottbus gegründet und der SC Aktivist Brieske-Senftenberg wenig später aufgelöst. Hinsichtlich ihrer Sektionen und Förderschwerpunkte ähnelten sich beide Sportclubs.

## Sektionen

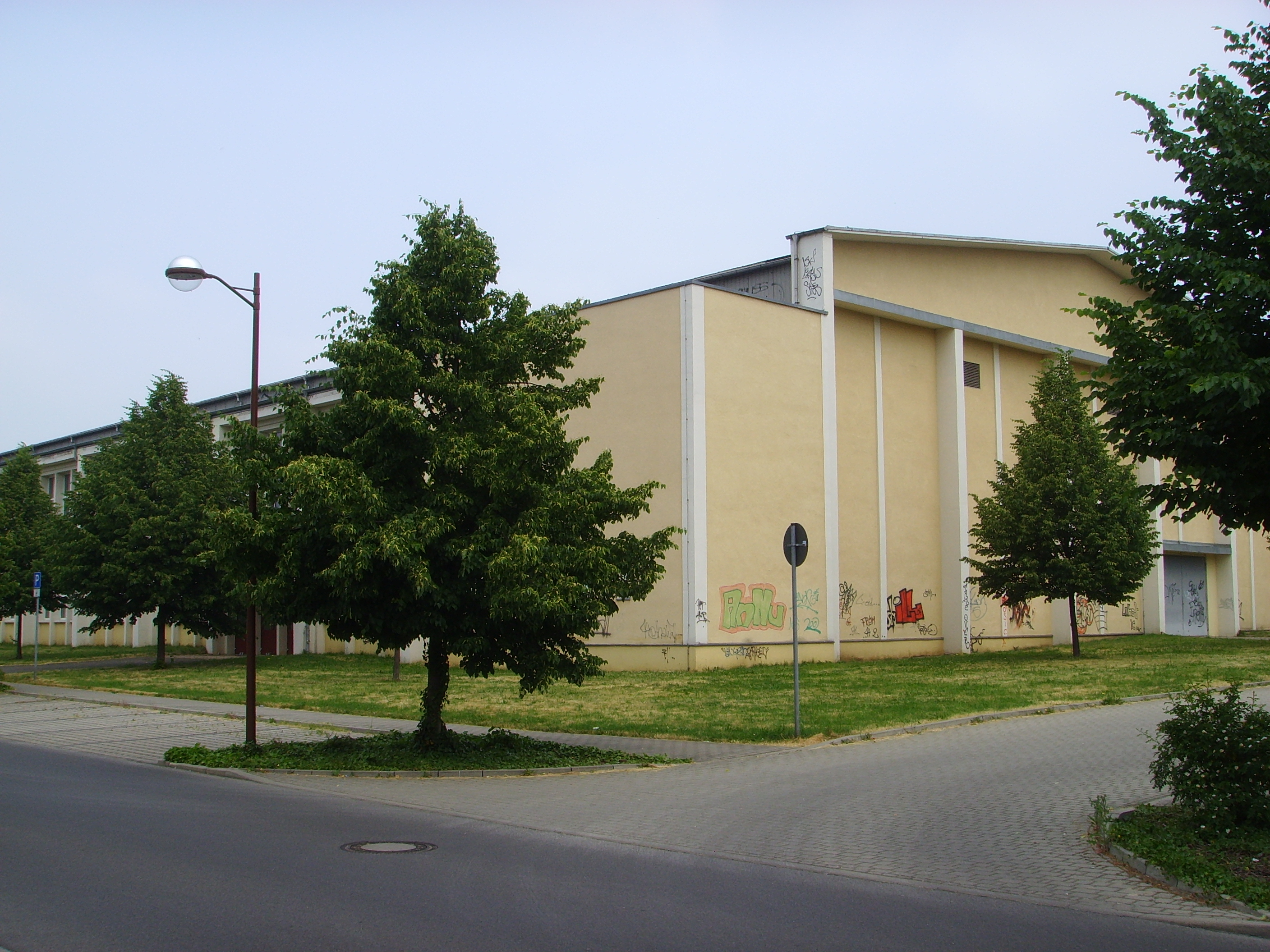
Niederlausitzhalle, ursprünglich „Sporthalle Aktivist“, in Senftenberg

Gegliedert war der Sportclub in mehrere leistungssportliche Abteilungen, sogenannte Sektionen. Dorthin wurden erfolgreiche Sportler oder ganze Mannschaften delegiert, die zuvor oftmals einer Betriebssportgemeinschaft angehört hatten. Eine zentrale Sportstätte des Clubs war die am 31. Oktober 1959 eingeweihte „Sporthalle Aktivist“, die damals größte freitragende Halle Europas.

### Fußball

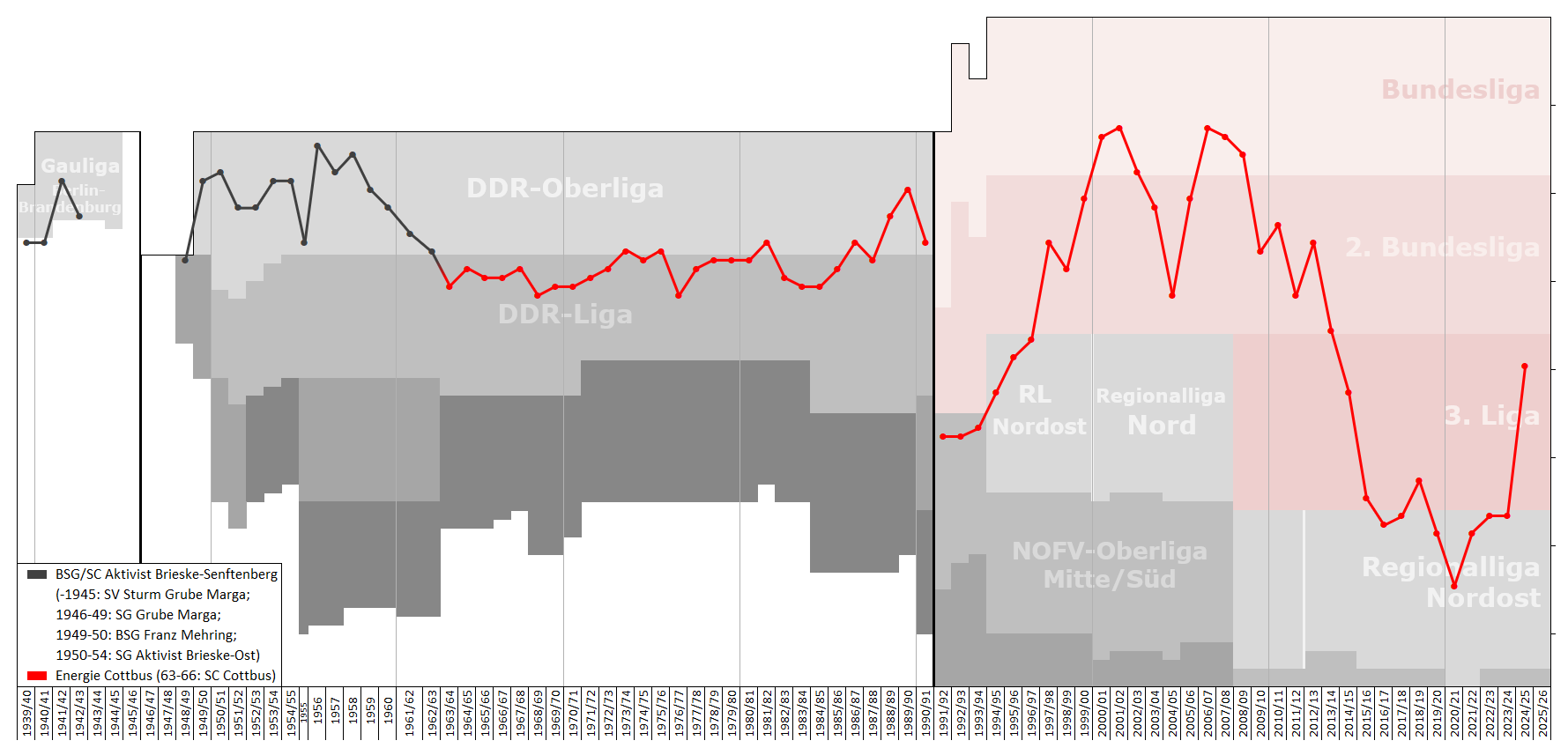
Historische Tabellenplatzierungen von SC Aktivist Brieske-Senftenberg im Fußball-Ligasystem in der DDR

Unmittelbar nach der Gründung des SC Aktivist wurde die erste Fußball-Herrenmannschaft der BSG Aktivist Brieske-Ost zum Sportclub delegiert. Sie war Gründungsmitglied der DDR-Oberliga und hatte dort immer mit Platzierungen im Tabellenmittelfeld abgeschlossen. Seine erste Oberliga-Spielzeit 1954/55 beendete der SC Aktivist auf Rang 6 von 14 und erreichte im FDGB-Pokal das Halbfinale. Darauf folgte eine Übergangsrunde ohne Abstiegsregelung mit dem vorletzten Platz. In der Saison 1956 schafften die im Glück-Auf-Stadion spielenden „Knappen“ unter Trainer Martin Schwendler den größten Erfolg ihrer Clubgeschichte und wurden hinter dem SC Wismut Karl-Marx-Stadt DDR-Vizemeister. Rang fünf und drei standen 1957 und 1958 am Ende zu Buche. 

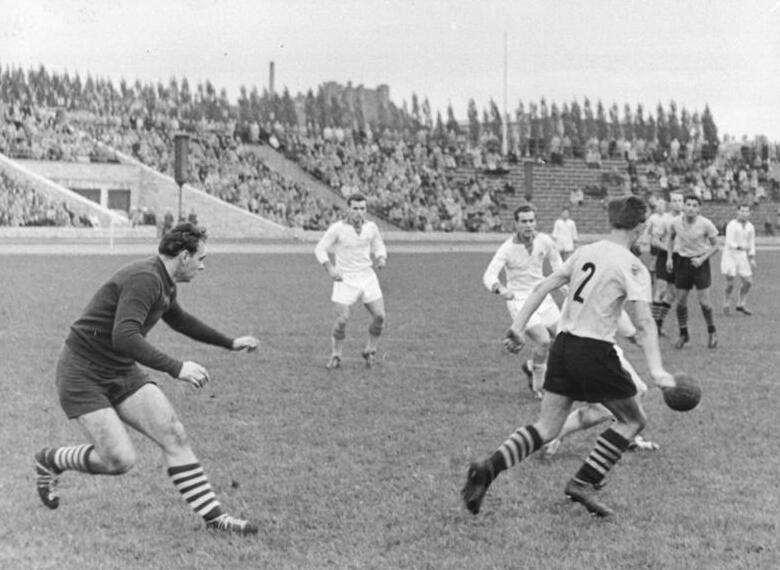
Spiel des ASK Vorwärts Berlin gegen den SC Aktivist im Oktober 1958

Danach verschlechterten sich die Ergebnisse des SC Aktivist von Jahr zu Jahr. Hatten die Senftenberger 1956 und 1957 noch das Viertelfinale des FDGB-Pokals erreicht, schieden sie danach immer spätestens im Achtelfinale aus. Auch in der Oberliga ging es kontinuierlich abwärts. Am Ende der Saison 1962/63 waren die Senftenberger Tabellenletzter und stiegen in die DDR-Liga ab. Der SC Aktivist Brieske-Senftenberg stellte zu diesem Zeitpunkt seine Tätigkeit ein, da im April 1963 der SC Cottbus als Leistungszentrum des Sports im Bezirk Cottbus gegründet worden war. Zahlreiche Spieler der ersten Mannschaft des SC Aktivist wechselten daher zum SC Cottbus. Drei Jahre später wurde die Sektion Fußball des SC Cottbus der BSG Energie Cottbus angegliedert, deren Grundstock somit der SC Aktivist bildete. Die zweite Mannschaft des SC Aktivist spielte ab 1963 wieder als BSG Aktivist Brieske-Ost in der Bezirksliga weiter.
Zu den Spielern des SC Aktivist in der Oberligazeit gehörten Manfred Kupferschmied, Michael Strempel, Horst Franke, Lothar Haack, Heinz Lemanczyk, Helmut Gruner, Karl Schwandt, Dieter Sommer und Heinz Krüger. Mehrere von ihnen machten 1963 den Wechsel zum SC Cottbus mit, andere schlossen sich der BSG Aktivist Brieske-Ost an, darunter die Stammspieler Lothar Marotzke und Harry Matschak. 
In den Jahren 1958 und 1960 wurde der SC Aktivist DDR-Vizejuniorenmeister.

### Boxen
Bekanntester Boxer des Senftenberger Clubs war Hans-Joachim Brauske, der zu Beginn seiner Karriere von 1961 bis 1963 für den SC Aktivist im Ring stand und dann über den SC Cottbus zum SC Chemie Halle ging, wo er mehrere Meistertitel gewann. Auch die späteren Cottbuser Boxer Werner Kirsch – er gehörte zum deutsch-deutschen Kader der Olympischen Sommerspiele 1960 – und Klaus Radnick erzielten bei Aktivist erste Erfolge. Im Jahre 1957 wurde Aktivist-Boxer Henrik Voigt DDR-Meister im Leichtgewicht.

### Leichtathletik
Elfriede Warmuth wurde 1958 DDR-Vizemeisterin im Speerwurf hinter Ingeborg Günther vom SC Dynamo Berlin. Aktivist-Sprinter Helmuth Opitz erlangte 1960 den DDR-Meistertitel in der 200-Meter-Distanz. Der später in Potsdam sehr erfolgreiche Geher-Trainer Hans-Joachim Pathus begann 1954 beim SC Aktivist Brieske-Senftenberg seine Karriere.

### Turnen
Die Turnsektion des SC Aktivist hatte keine außergewöhnlichen Erfolge zu verzeichnen. Die Sportler gelangten durch Delegierungen nach Senftenberg, oft von der BSG Aktivist Lauchhammer. Der später sehr erfolgreiche Altersturner Hans Fischer arbeitete Ende der 1950er Jahre als hauptamtlicher Trainer beim SC Aktivist.